# Saint-Joachim
Saint-Joachim – miejscowość i gmina we Francji, w regionie Kraj Loary, w departamencie Loara Atlantycka.
Według danych na rok 2010 gminę zamieszkiwały 4046 osoby, a gęstość zaludnienia wynosiła 46 osób/km².